# Euxoa punctigera
Euxoa punctigera är en fjärilsart som beskrevs av Walker 1865. Euxoa punctigera ingår i släktet Euxoa och familjen nattflyn. Inga underarter finns listade i Catalogue of Life.